# Circonscription de Welqite
La circonscription de Welqite est une des 121 circonscriptions législatives de l'État fédéré des nations, nationalités et peuples du Sud, elle se situe dans la Zone Gurage. Son représentant actuel est Muder Seman.